# 수영 평영 50m 대한민국 기록 추이
수영 평영 50m 대한민국 기록 추이는 다음과 같다.

## 남자
| # | 기록    | 차이     | 선수   | 소속         | 날짜         | 대회명                            | 개최지              | 경기장           | 주석 및 기타        | 동영상 |
|   | 31초 14 |          | 김태형 | 경기고       | 1989. 4. 27  | 제44회 전국수영대회 (고등부 예선) | 대한민국 대구       | 두류 수영장      | 종전 기록 :31초 17  |        |
|   | 30초 52 | - 0.62초 | 심민   | 한국체대     | 1989. 04. 27 | 제44회 전국 수영 대회             | 대한민국 대구       | 두류 수영장      | (대학부 예선)       |        |
|   | 30초 26 | - 0.26초 | 심민   | 한국체대     | 1990. 04. 05 | 제45회 전국 수영 대회             | 대한민국 대구       | 두류 수영장      | [ 3 ]               |        |
|   | 29초 77 | - 0.49초 | 권재열 | 경북체고     | 1994. 03. 09 | 제49회 전국 수영 선수권 대회      | 대한민국 전주       | 전주 실내 수영장 |                     |        |
|   | 29초 60 | - 0.17초 | 조광제 | 경남체고     | 1996. 03. 21 | 제51회 회장배 전국 수영 대회      | 대한민국 부산       | 사직 실내 수영장 | [ 4 ]               |        |
|   | 29초 24 | - 0.36초 | 조광제 | 경남체고     | 1997. 03. 11 | 제52회 회장배전국수영대회         | 대한민국 부산       | 사직 실내 수영장 | [ 5 ]               |        |
|   | 28초 93 | - 0.31초 | 조광제 | 경남체고     | 1998. 01. 12 | 제8회 세계 수영 선수권 대회       | 오스트레일리아 퍼스 |                  | 100m 예선 구간 기록 |        |
|   | 28초 60 | - 0.33초 | 조광제 | 경남체고     | 1998. 04. 29 | 제53회 회장배전국수영대회         | 대한민국 부산       | 사직 실내 수영장 | [ 6 ]               |        |
|   | 28초 58 | - 0.02초 | 조경환 | 고양시청     | 2008. 10. 15 | 제89회 전국 체육 대회             | 대한민국 목포       | 목포 실내 수영장 |                     |        |
|   | 28초 43 | - 0.15초 | 김선재 | 강원도       | 2009. 10. 25 | 제90회 전국 체육 대회             | 대한민국 대전       | 용운 국제 수영장 | [ 7 ]               |        |
|   | 27초 95 |          | 김선재 | 국군체육부대 | 2010. 08. 26 | 제44회 세계 군인 수영 선수권 대회 | 독일 바렌도르프     |                  | *                   |        |

## 여자
| # | 기록    | 차이     | 선수   | 소속         | 날짜         | 대회명                          | 개최지          | 경기장           | 주석 및 기타                                          | 동영상 |
|   | 34초 37 |          | 박성원 | 수피아여고   | 1989. 04. 27 | 제44회 전국수영대회             | 대한민국 대구   | 두류 수영장      | 종전: 34초 48                                         |        |
|   | 34초 00 | - 0.37초 | 박미영 | 대성여중     | 1990. 04. 05 | 제45회 전국 수영 대회           | 대한민국 대구   | 두류 수영장      | 여고부 예선                                           |        |
|   | 33초 99 | - 0.01초 | 박미영 | 대성여중     | 1990. 04. 05 | 제45회 전국 수영 대회           | 대한민국 대구   | 두류 수영장      | 여고부 결선                                           |        |
|   | 33초 49 | -0.50초  | 박성원 | 이화여대     | 1990. 04. 05 | 제45회 전국 수영 대회           | 대한민국 대구   | 두류 수영장      | 여대부 결선                                           |        |
|   | 32초 87 | - 0.14초 | 변혜영 | 대전여중     | 1997. 05. 24 | 제26회 전국 소년 체육 대회      | 대한민국 춘천   | 춘천실내수영장   | 종전 96전국체전 33초 01                               |        |
|   | 32초 15 | - 0.09초 | 정슬기 | 연세대       | 2008. 03. 23 | 제3회 제주한라배 전국 수영 대회 | 대한민국 제주시 | 제주 실내 수영장 | 종전 하계유니버시아드에서 작성한 32초24를 0.09초 단축 |        |
|   | 31초 86 | - 0.29초 | 김달은 | 광주HI코리아 | 2008. 07. 01 | 제27회 대통령배 전국 수영 대회  | 대한민국 전주   | 완산 수영장      |                                                       |        |
|   | 31초 12 | - 0.74초 | 김달은 | 광주HI코리아 | 2009. 04. 30 | 제81회 동아 수영 대회           | 대한민국 김천   | 김천 실내 수영장 |                                                       |        |
|   | 31초 08 | - 0.04초 | 김달은 | 하이코리아   | 2009. 10. 25 | 제90회 전국 체육 대회           | 대한민국 대전   | 용운 국제 수영장 | [ 7 ]                                                 |        |

## 같이 보기
- 수영 평영 50m 세계 기록 추이
- 수영 대한민국 기록